# Résonances (Dutilleux)
Pour les articles homonymes, voir Résonance (homonymie).
Résonances est une œuvre pour piano d'Henri Dutilleux composée en 1962.

## Présentation
Résonances est une pièce pour piano d'Henri Dutilleux achevée le 27 avril 1962.  
L'œuvre est à l'origine destinée à figurer dans un recueil publié sous la direction de la pianiste et pédagogue Lucette Descaves, dédicataire de la page,. La partition est publiée par Choudens en 1965, dans Les Nouveaux Contemporains : pièces de difficultés progressives pour le piano, collationnées et annotées par Lucette Descaves,.  
Résonances est possiblement créé le 23 mai 1962 à l'ancien Conservatoire de Paris, lors d'une audition organisée par Lucette Descaves (notée dans l'agenda du compositeur).  
La musicologue Adélaïde de Place souligne que l'œuvre « exploite la diversification des attaques entre les deux mains par un jeu de cache, à partir d'accords proches du « cluster » dont se dégage une harmonie claire », effet qui est « entrecoupé de traits mélodiques en octaves, [qui] peut être inversé dans l'opposition de longues tenues et d'ostinatos en staccato et pianissimo ».  
Pour Guy Sacre, la pièce « propose aux jeunes pianistes des attaques contrastées d'accords (chaque main tour à tour en acciacature sur l'autre), alternant avec des traits rapides à l'unisson : jeu de résonances feintes, d'une grande habileté ». Plusieurs pages ultérieures du compositeur prolongeront l'intérêt du compositeur pour la résonance et la « recherche d'un espace obtenu par la confrontation entre le son et l'écho déformé », notamment Figures de résonances pour deux pianos, ou à l'orchestre Gong, du cycle vocal Correspondances.  
La durée moyenne d'exécution de Résonances est de deux minutes trente environ,.    
Dans le catalogue des œuvres du compositeur établi par le musicologue Pierre Gervasoni, la pièce porte le numéro PG 54. Le manuscrit autographe de la partition est conservé dans la collection Henri Dutilleux de la Fondation Paul Sacher, à Bâle.    

## Discographie
- Henri Dutilleux: Complete Solo Piano Music, John Chen (piano), Naxos 8.557823, 2007.
- Henri Dutilleux: The Centenary Edition, CD 6, Anne Queffélec (piano), Erato 0825646047987, 2015[6].
- Dutilleux: Complete Music for Piano Solo, Vittoria Quartararo (piano), Piano Classics PCL10167, 2021.